# Sept Merveilles du monde moderne
Pour les articles homonymes, voir Sept Merveilles du monde (homonymie) et Merveilles du monde (homonymie).
Les Sept Merveilles du monde moderne ainsi désignées par l'American Society of Civil Engineers sont des ouvrages d'art dont l'ampleur exceptionnelle justifie cette distinction.

## Liste
| Image | Nom                   | Emplacement               | Année |
| --- | --------------------- | ------------------------- | ----- |
| Entrée sud du tunnel sous la Manche à Coquelles (Pas-de-Calais) qui relie la Grande-Bretagne à la France. | Tunnel sous la Manche | France et Royaume-Uni     | 1993  |
| La tour CN à Toronto.                                                                                     | Tour CN               | Toronto, Canada           | 1976  |
| L’Empire State Building à Manhattan.                                                                      | Empire State Building | New York, États-Unis      | 1931  |
| Le pont du Golden Gate de San Francisco.                                                                  | Pont du Golden Gate   | San Francisco, États-Unis | 1937  |
| Le barrage d'Itaipu sur le rio Paraná.                                                                    | Barrage d'Itaipu      | Brésil et Paraguay        | 1984  |
| L'une des digues du plan Delta.                                                                           | Plan Delta            | Pays-Bas                  | 1997  |
| L'écluse de Gatún sur le canal de Panama.                                                                 | Canal de Panama       | Panama                    | 1914  |